# Eugène Cyrille Brunet
Pour les articles homonymes, voir Brunet.
Eugène Cyrille Brunet est un sculpteur français né à Sarcelles le 17 décembre 1828 et mort à Hyères le 3 mai 1906.

## Biographie
Fils d'André Brunet et d'Aglaé-Julie Drouet, Eugène Cyrille Brunet étudie dans les ateliers d'Armand Toussaint et d'Aimé Millet à l'École des beaux-arts de Paris. Il rencontre Édouard Manet et l'accompagne pour un voyage d'étude à Florence en 1857. Le 22 octobre 1861, il épouse Caroline de Pène d'Argagnon, qui est peinte par Manet à cette époque. Manet note dans son carnet d'adresses que Brunet vivait en  Bretagne.

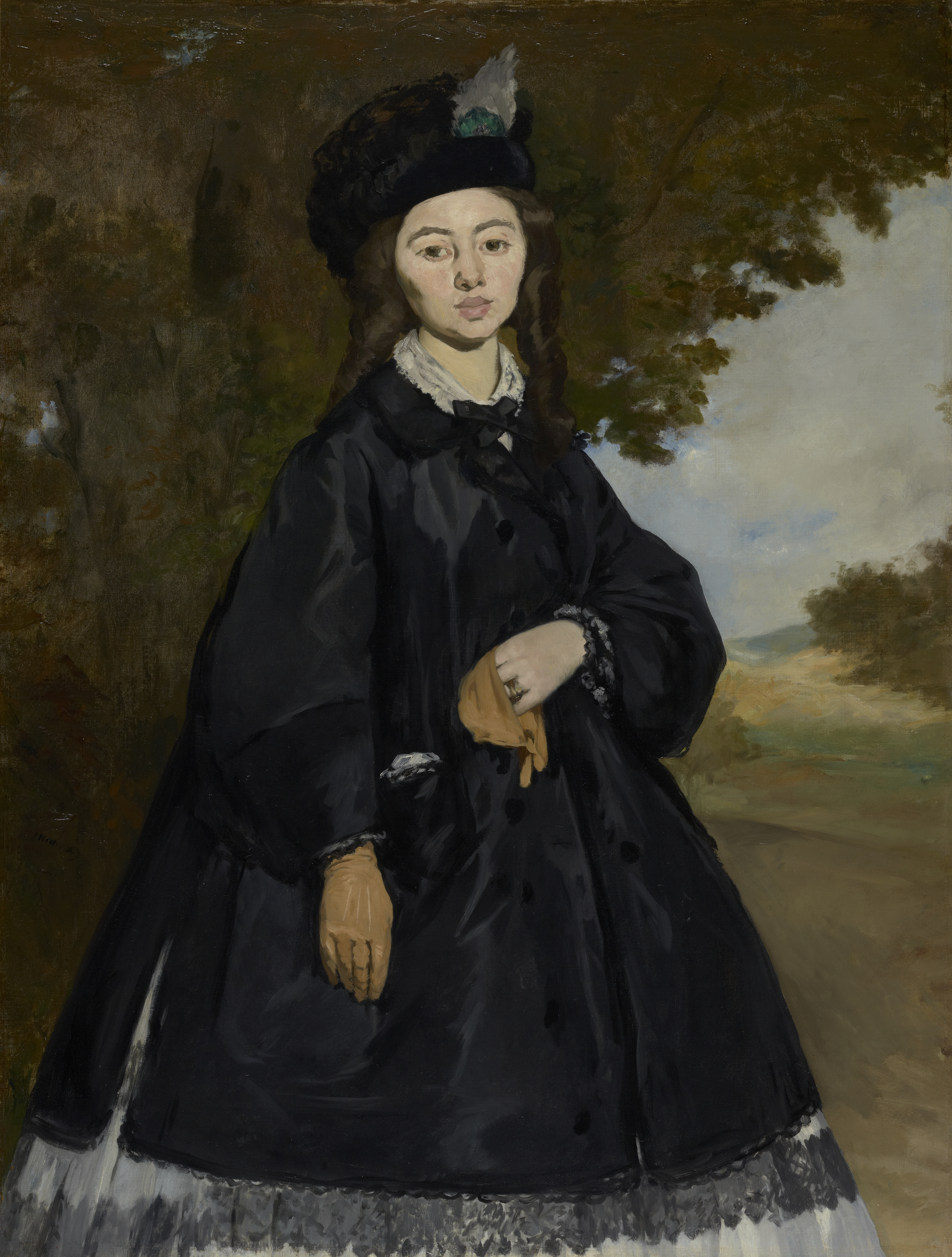
Édouard Manet, Portrait de Madame Brunet (1860), Los Angeles, J. Paul Getty Museum.

### Œuvres de jeunesse
Brunet envoie un buste en marbre de son père au Salon de 1855. Il sculpte en 1859 un Buste d'Alphonse Daudet, puis les statues de Saint François de Sales et de Saint Jérôme.

### La tragédie de Loctudy
À la fin du Second Empire, en 1869, le couple Brunet s'installe à Loctudy, ville bretonne du Sud-Finistère, où il acquiert le manoir de Kerenez. Eugène Brunet, installé dans la commune, s'investit pleinement dans la vie politique locale. Membre du parti libéral, il soutient en 1870 et 1871, les candidatures de son voisin de Kerazan Georges Arnoult, face à Jean Louis Paisant, sans succès à ce moment-là. Il devient également le père de Jeanne en 1874.
Le 24 janvier 1875, un violent orage s'abat sur le Pays bigouden. Quelques jours plus tard, leur petite fille Jeanne meurt. La tradition locale raconte qu'elle fut victime de la foudre, idée renforcée par la présence de pierres réputées avoir des vertus de parafoudre[pas clair], incorporées dans les murs d'enceinte du manoir de Kerenez lors de sa construction. Elle est inhumée dans le cimetière au chevet de l'église de Loctudy. Son gisant ornant sa tombe est sculpté la même année avec réalisme par son père ; il représente l'enfant sur son lit de mort, le front marqué d'une ligne sombre évoquant la foudre qui aurait tué le nourrisson. Caroline Brunet meurt en 1878 et est inhumée près de sa fille. En 1880, Eugène Brunet vend le manoir de Kerenez et retourne à Paris. Le 9 mars 1881, il y épouse en secondes Sophie Perlet. La population loctudiste surnomme désormais ce manoir Maner ar Gurun, le « manoir de la foudre ».

### Autres œuvres
En quittant Loctudy, Eugène Brunet laisse au manoir de Kerenez le mobilier qu'il avait lui-même sculpté, dont une Chambre aux lions. Il fait don au musée des Beaux-Arts de Quimper d'une statue en bronze, Hylas à la fontaine, sur la légende de cet éromène d'Héraclès, enlevé par des nymphes subjuguées par sa beauté, alors qu'il puise de l'eau. Cette sculpture orne depuis 1904 les jardins du théâtre Max-Jacob alors récemment inauguré. En 1940, elle est envoyée à la fonte par l'occupant allemand.
Brunet est surtout connu pour sa statue couchée en marbre blanc de l'impératrice Messaline, exposée au Salon de 1884 et conservée au musée des Beaux-Arts de Rennes.

Œuvres d'Eugène Cyrille Brunet
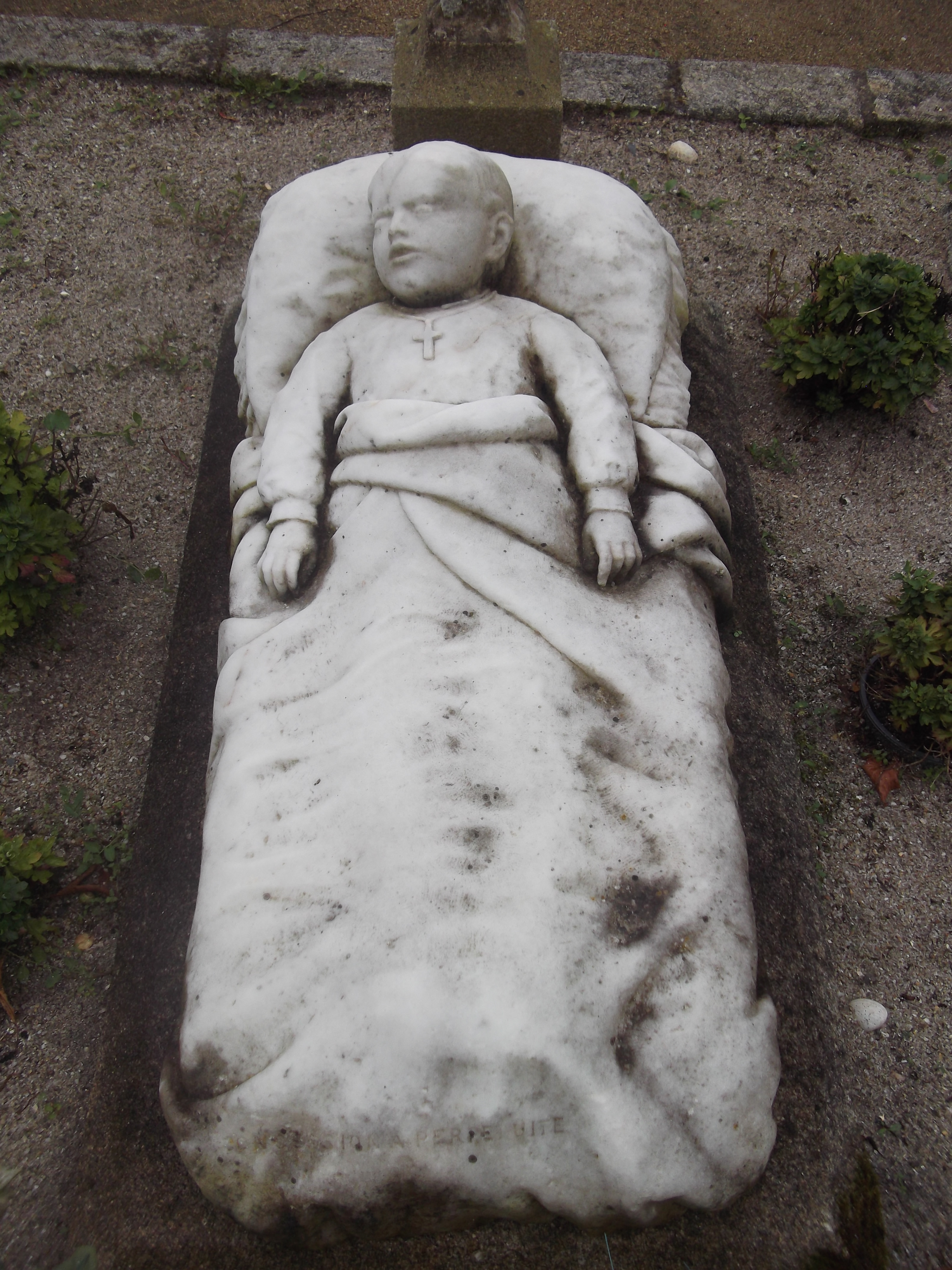
Gisant de Jeanne Brunet (1875), cimetière de Loctudy.
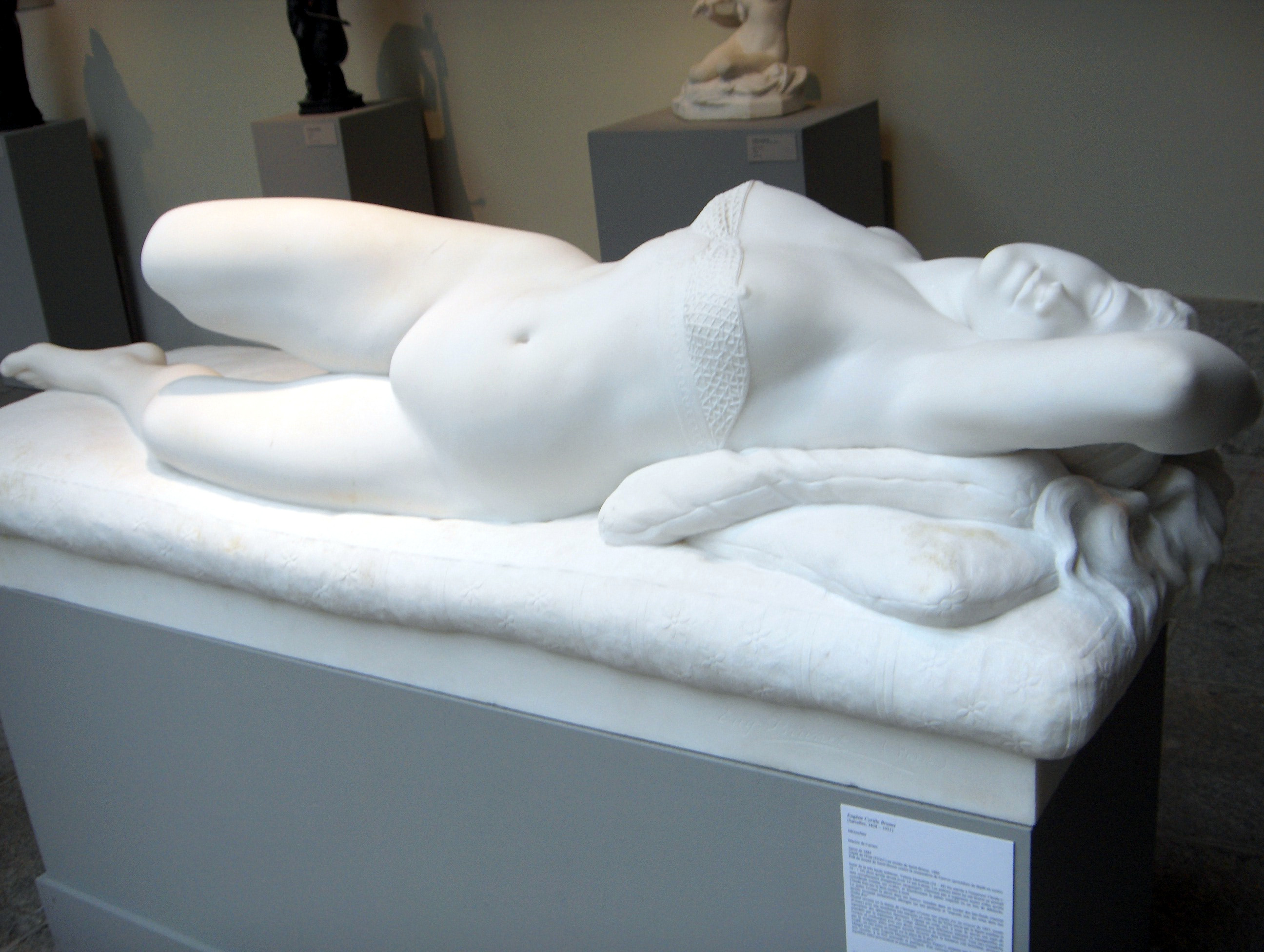
Messaline (1884), 185 × 60 × 50 cm, musée des Beaux-Arts de Rennes.